# Rafael Czichos
Rafael Czichos (Jeddah, 14 mei 1990) is een Duits voetballer die doorgaans speelt als centrale verdediger. In januari 2025 verliet hij Chicago Fire.

## Clubcarrière
Czichos speelde in de jeugd van FSV Verden 04 en TSV Ottersberg, waar hij ook in het eerste elftal debuteerde. Tussen 2010 en 2012 was de centrumverdediger actief in het tweede elftal van VfL Wolfsburg. Hierna stapte hij over naar Rot-Weiß Erfurt. Gedurende drie seizoenen speelde hij met deze club in de 3. Liga. Binnen deze competitie verkaste hij in 2015 naar Holstein Kiel. Na twee seizoenen promoveerde Holstein naar de 2. Bundesliga. In de zomer van 2018 vertrok Czichos naar 1. FC Köln, waar hij zijn handtekening zette onder een verbintenis voor de duur van vier seizoenen. In zijn eerste jaar in Keulen werd de club kampioen, waardoor het promoveerde naar de Bundesliga. In januari 2022 verkaste Czichos naar Chicago Fire, waar hij voor drie jaar tekende.

## Clubstatistieken
| Seizoen | Club            | Competitie          | Competitie | Competitie | Beker | Beker | Internationaal | Internationaal | Totaal | Totaal |
| Seizoen | Club            | Competitie          | Wed.       | Dlp.       | Wed.  | Dlp.  | Wed.           | Dlp.           | Wed.   | Dlp.   |
| ------- | --------------- | ------------------- | ---------- | ---------- | ----- | ----- | -------------- | -------------- | ------ | ------ |
| 2012/13 | Rot-Weiß Erfurt | 3. Liga             | 30         | 0          | 0     | 0     | —              | —              | 30     | 0      |
| 2013/14 | Rot-Weiß Erfurt | 3. Liga             | 33         | 2          | 0     | 0     | —              | —              | 33     | 2      |
| 2014/15 | Rot-Weiß Erfurt | 3. Liga             | 37         | 7          | 0     | 0     | —              | —              | 37     | 7      |
| 2015/16 | Holstein Kiel   | 3. Liga             | 34         | 7          | 1     | 1     | —              | —              | 35     | 8      |
| 2016/17 | Holstein Kiel   | 3. Liga             | 34         | 2          | 0     | 0     | —              | —              | 34     | 2      |
| 2017/18 | Holstein Kiel   | 2. Bundesliga       | 31         | 3          | 4     | 0     | —              | —              | 35     | 0      |
| 2018/19 | 1. FC Köln      | 2. Bundesliga       | 32         | 2          | 2     | 0     | —              | —              | 34     | 2      |
| 2019/20 | 1. FC Köln      | Bundesliga          | 26         | 1          | 1     | 0     | —              | —              | 27     | 1      |
| 2020/21 | 1. FC Köln      | Bundesliga          | 28         | 1          | 4     | 2     | —              | —              | 32     | 3      |
| 2021/22 | 1. FC Köln      | Bundesliga          | 17         | 0          | 1     | 0     | —              | —              | 18     | 0      |
| 2022    | Chicago Fire    | Major League Soccer | 26         | 3          | 1     | 2     | —              | —              | 27     | 5      |
| 2023    | Chicago Fire    | Major League Soccer | 32         | 2          | 2     | 1     | 2              | 0              | 36     | 3      |
| 2024    | Chicago Fire    | Major League Soccer | 28         | 1          | 0     | 0     | —              | —              | 28     | 1      |
| Totaal  | Totaal          | Totaal              | 388        | 31         | 16    | 6     | 2              | 0              | 406    | 37     |

Bijgewerkt op 3 januari 2025.

## Erelijst
| 2. Bundesliga | 1 | 2018/19 |